# Греція на літніх Олімпійських іграх 1932
Греція на літніх Олімпійських іграх 1932 не виборола жодної медалі.